# Robert F. Young
Robert Franklin Young (Silver Creek, 8 de junio de 1915 - Silver Creek, 22 de junio de 1986) fue un escritor de ciencia ficción estadounidense. Casi toda su vida transcurrió en su estado natal de Nueva York salvo por los años que sirvió al ejército estadounidense en la campaña del Pacífico durante la Segunda Guerra Mundial. Trabajó como obrero en la industria metalúrgica y después de bedel en las escuelas públicas de Búfalo hasta el mismo año de su muerte.

## Obra
Su obra se compone mayoritariamente de relatos cortos, los cuales escribió y publicó desde 1953 y hasta su muerte en múltiples revistas, muchas de ellas, aunque no todas, orientadas a contenidos de ciencia ficción, terror, fantasía y pulp como Startling Stories, Playboy, The Magazine of Fantasy and Science Fiction, The Saturday Evening Post, Science Fiction Quarterly, Worlds of Tomorrow o Astounding Science Fiction.
Solo publicó cuatro novelas, que además datan de fecha tardía dentro de su carrera como escritor si se comparan con los relatos. Son La quête de la Sainte Grille (1975, publicada en francés),The Last Yggdrasill (1982), Eridahn (1983) y The Vizier's Second Daughter (1985).
Su éxito entre el gran público, incluso entre los propios fanáticos del género de la ciencia ficción, fue y sigue siendo muy escaso. El máximo reconocimiento lo obtuvo con una nominación al Premio Hugo en 1965 por Little Dog Gone. Sin embargo, quizá sus mayores logros los haya conseguido póstumamente, sobre todo su relato corto The Dandelion Girl, que fue nombrado como la octava mejor historia corta extranjera de todos los tiempos por escritores y lectores de la revista de ciencia ficción japonesa Hayakawa, y a la que también se homenajeó en el conocido anime y novela visual Clannad, en el que un personaje cita la frase "anteayer vi un conejo, ayer vi un ciervo y hoy te vi a ti".
El estilo de Robert Young se caracteriza en sus mejores obras por una escritura dotada de un lirismo poco habitual en los escritores de ciencia ficción, por lo que ha sido comparado con algunos de los otros pocos escritores del género que poseen esta cualidad, en concreto con Ray Bradbury, y el autor francés Jean-Pierre Fontana lo calificó de "bardo de la ciencia ficción" en el artículo que le dedicó en la revista francesa Galaxie. Es habitual ver en sus relatos historias románticas combinadas con elementos de ciencia ficción, así como sátiras y críticas, por ejemplo en Treinta Días tenía Septiembre (Thirty Days Had September, 1957), hacia la sociedad moderna y de consumo desarrollada sobre todo después de la Segunda Guerra Mundial.